# Jean-Paul Laenen
Jean-Paul Laenen (Mechelen, 19 juni 1931 – 14 april 2012) was een Belgisch beeldhouwer, onder meer bekend als ontwerper van het laatste 5-frankstuk.

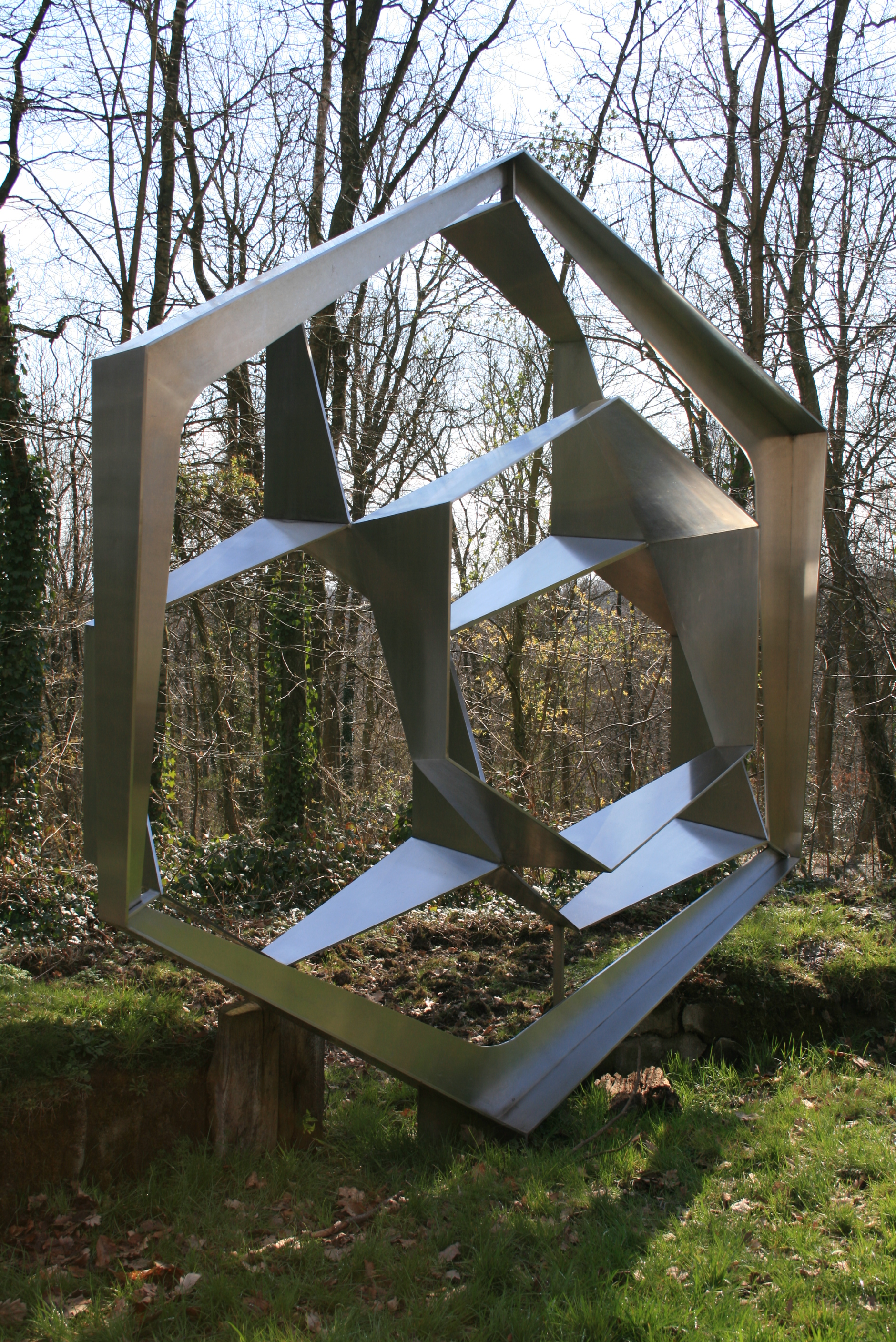
Het leven van de bijen (1969), Openluchtmuseum van Sart-Tilman.

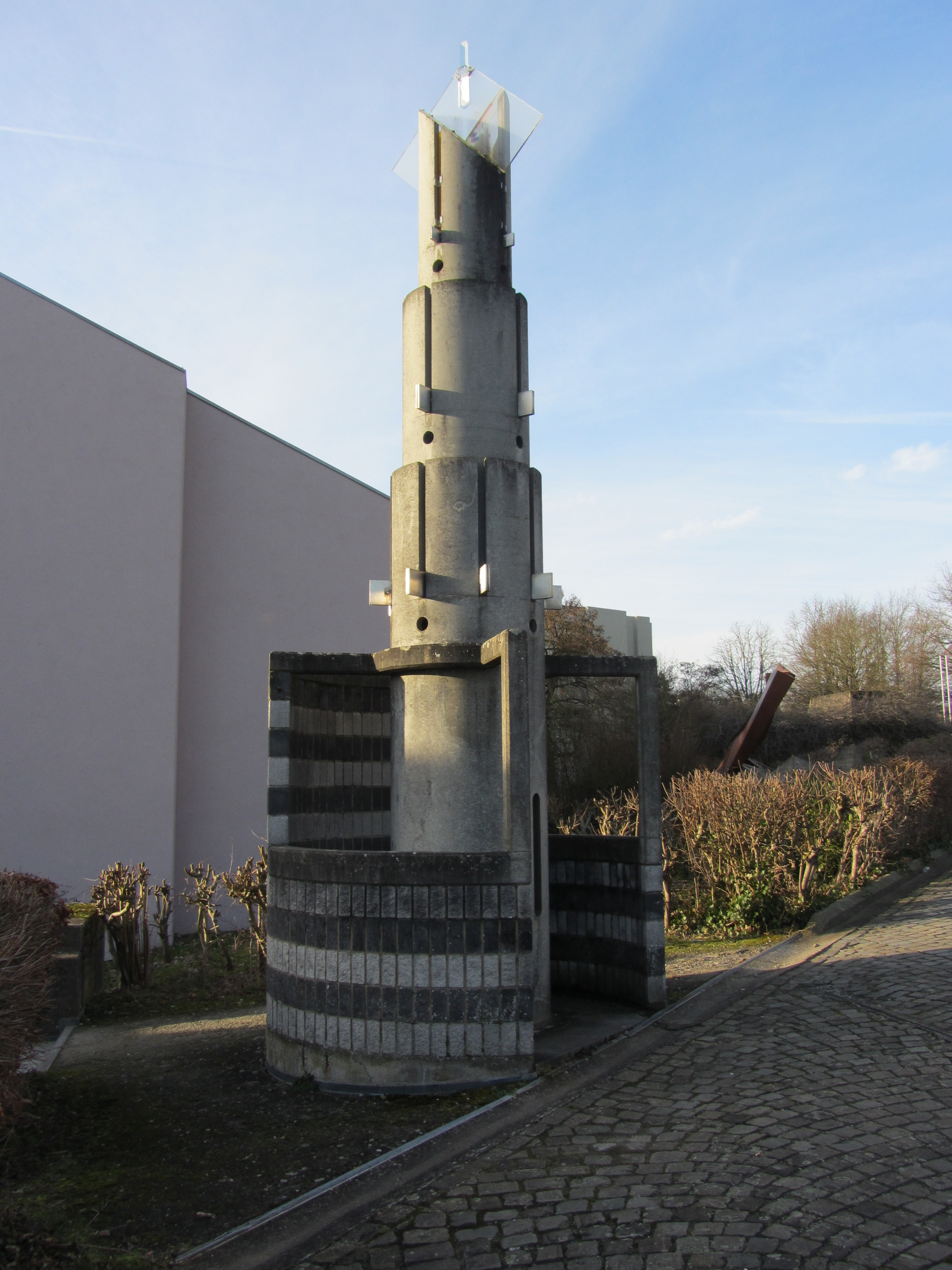
De toren Caleidoscoop (1982), Openluchtmuseum van Sart-Tilman.

Laenen studeerde aan de Sint-Lukashogeschool in Brussel (1947-1953) en daarna aan de Slade School of Fine Arts in Londen. Hierna kreeg hij een studiebeurs in Rome, Oslo en Carrara.
In 1963 kreeg hij de prijs Jonge Beeldhouwkunst België. Hierna volgde zijn eerste solotentoonstelling in het Paleis voor Schone Kunsten in Brussel. In 1970 en 1976 nam hij deel aan de Biënnale van Venetië. In 1972 richtte hij met bekende architecten Bob Van Reeth en Marcel Smets de werkgroep Krokus op, voor de restauratie van het erfgoed van Mechelen. In 1988 kreeg hij de staatsprijs van de Vlaamse gemeenschap. Ter ere van zijn 75-jarige verjaardag was er in 2006 nog een tentoonstelling in congres- en erfgoedcentrum Lamot in Mechelen. Naast het vijffrankstuk is ook de "De draad van Ariadne", boven de Belliardstraat in Brussel, een bekend werk van hem. In Mechelen zijn ook van zijn hand het nieuwe monument voor De Mijlpaal op het Koning Albertplein, de fontein met visjes op de IJzerenleen en het monument voor Beethoven aan Lamot. Enkele maanden na zijn dood werd in Antwerpen een Standbeeld van Willem van Oranje en Filips van Marnix van Sint-Aldegonde onthuld, een werk van zijn hand.
Laenen overleed op 80-jarige leeftijd. 
- Gemeinsame Normdatei: 187702217
- International Standard Name Identifier: 0000 0003 7374 7634
- RKD-Nederlands Instituut voor Kunstgeschiedenis: 47336
- Virtual International Authority File: 212824887
- WorldCat: E39PBJfrRfm6KVPQM8wVhtCG73